# 张召平
张召平（1961年—），山东临朐人，汉族，中华人民共和国政治人物、第十一届全国人民代表大会湖北地区代表。
毕业于中国石油大学（华东）油气井工程专业，是中共党员。担任江汉石油管理局局长。2008年起担任全国人大代表。